# Трифешты
Трифешты также Трифешть (рум. Trifeşti) — село в Резинском районе Молдавии. Относится к сёлам, не образующим коммуну.

## География
Село расположено примерно в 15 км от Резины и в 75 км от Кишинёва на высоте 130 метров над уровнем моря.

## Население
По данным переписи населения 2004 года, в селе Трифешты проживает 847 человек (404 мужчины, 443 женщины).
Этнический состав села:
| Национальность | Число жителей | Процентный состав |
| -------------- | ------------- | ----------------- |
| молдаване      | 828           | 97,76             |
| румыны         | 8             | 0,94              |
| украинцы       | 6             | 0,71              |
| русские        | 4             | 0,47              |
| болгары        | 1             | 0,12              |
| Всего          | 847           | 100 %             |

## Уроженцы
- Галбурэ, Георгий (род. 1916) — румынский математик.
- Гордуз, Василий (1931—2008) — румынский скульптор.
- Груя, Кэлин (1915—1989) — румынский детский писатель и поэт.